# Пјани (Алесандрија)
Пјани је насеље у Италији у округу Алесандрија, региону Пијемонт.
Према процени из 2011. у насељу је живело 74 становника. Насеље се налази на надморској висини од 214 м.